# Sociologia della comunicazione
La sociologia della comunicazione è quella branca della sociologia che studia nel dettaglio le implicazioni socio-culturali che nascono dalla mediazione simbolica, con particolare riguardo all'uso dei mezzi di comunicazione di massa. Essa studia dunque la radio, il cinema, la televisione, la stampa e, più recentemente, i nuovi media.

## Caratteristiche
Studiare i mezzi di comunicazione significa esaminare come lo stesso messaggio mediatico abbia, a seconda del contesto culturale, economico e sociale in cui viene ricevuto, conseguenze differenti sui gruppi sociali, come sui singoli individui che ne fanno parte (l'attenzione specifica sui singoli è rivolta maggiormente dalla psicologia sociale). In altre parole si analizzano i modi in cui il messaggio è trasmesso, le conseguenze della loro fruizione, le tecniche per una corretta comunicazione, nonché le modalità per riconoscere quando la comunicazione non è corretta.

## Sviluppo in ambito accademico
In Italia il campo di studi della sociologia della comunicazione si è andato sviluppando a livello universitario a partire dagli anni settanta, con l'attivazione dell'insegnamento di Teorie e tecniche delle comunicazioni di massa nell'indirizzo politico-sociale del corso di laurea in Scienze politiche dell'Università degli studi di Firenze e successivamente dell'indirizzo "comunicazione e mass media" all'interno dei corsi di laurea in Sociologia delle università di Roma La Sapienza e Napoli Federico II.

Oggi la sociologia della comunicazione, accademicamente abbinata alla sociologia dei processi culturali (a cui è unita nel medesimo settore scientifico-disciplinare), rappresenta il perno su cui si fonda la maggior parte dei corsi di laurea in Scienze della comunicazione.
Pochi sono i manuali di sociologia della comunicazione redatti da autori italiani: nell'università si preferisce adottare i classici. A livello internazionale vanno menzionati John Baptist Thompson, Anthony Gitlin, Erving Goffman, Alfred Schütz. Sono stati inoltre condotti degli studi sulla fruizione dei media nell'ambito della psicologia sociale, come quelli di Sonia Livingstone.

## Sociologia della comunicazione pubblica
La sociologia della comunicazione pubblica è una disciplina di sviluppo recente, che studia origini, modalità e dinamiche della comunicazione della pubblica amministrazione al suo interno e verso i cittadini.

La sociologia della comunicazione pubblica è intimamente connessa sia alla sociologia della comunicazione, intesa come sociologia dei mass media, dal momento che la connessione tra la comunicazione delle pubbliche amministrazioni e i mezzi di comunicazione di massa è inscindibile (lo stesso giornalismo moderno nasce in Inghilterra come strumento di informazione sulle sedute parlamentari), sia alla scienza politica, dal momento che è nella politica che nasce l'esigenza di comunicazione con i cittadini, e a loro volta i cittadini hanno l'esigenza di sapere cosa fanno coloro che condizionano la loro vita quotidiana, ma anche al diritto pubblico, dal momento che spetta al diritto, in séguito al dibattito venutosi a creare a livello sociale, il compito di fornire ai cittadini gli strumenti d'accesso agli atti compiuti dalla politica (e dalle amministrazioni non politiche). Il diritto, d'altro canto, non è solo influenzato dal dibattito sociale, ma lo influenza a doppio filo, dal momento che esso stesso pone i limiti della cosiddetta trasparenza.